# 洪熺種
洪 熺種（ホン・ヒジョン、朝鮮語: 홍희종、1894年2月25日 - 1950年9月27日または9月29日）は、日本統治時代の朝鮮および大韓民国の技手、政治家。金堤郡金堤邑副邑長・邑長、制憲韓国国会議員。
漢字表記は洪憘種とも。

## 経歴
全北金堤出身。漢文修学を経て大田三省普通学校卒。金堤郡・淳昌郡農業技手、全羅北道産業技手、朝鮮総督府穀物検査所技手、朝鮮総督府穀物検査所出張所長を務めた。その後は金堤郡小作委員会予備委員、金堤邑副邑長、金堤郡農会通商議員を経て、解放後は大韓独立促成国民会金堤郡支部副委員長、金堤邑長、朝鮮民族青年団金堤郡団長、民国党中央執行委員を務めた。
朝鮮戦争の最中の1950年7月20日、全州一帯を占拠した朝鮮人民軍に拉致され、右翼人事に分類され全州刑務所に収監された。9月27日または29日、退却する人民軍により右翼人事440人と共に処刑された。